# الدوري المغربي لكرة القدم 1969–70
الدوري المغربي لكرة القدم 1969-1970 هو الموسم 13 من البطولة الوطنية المغربية لكرة القدم. يتنافس خلاله 16 من أفضل الأندية الوطنية المغربية. وقد توج بهذا الموسم فريق الجيش الملكي.